# Zlatko Sirotić
Zlatko Sirotić je hrvatski slikar, grafičar i ilustrator.
Rođen je 1945. godine u Zagrebu. U rodnome je gradu završio Školu za primijenjenu umjetnost 1965. godine i Akademiju likovnih umjetnosti (u klasi prof. Šime Perića) 1971. godine. Suradnik je majstorske radionice Krste Hegedušića od 1971. do 1974. godine. Djeluje u Zagrebu.

## Vanjske poveznice
- http://www.zlatkosirotic.hr/  Arhivirana inačica izvorne stranice od 20. veljače 2011. (Wayback Machine)
- http://www.alm.hr/umjetnici.php?kateg=104
- http://ipermanagement.blogspot.com/2009/05/sotto-il-segno-di-hewler-di-yasmin-von.html